# Tierballisten

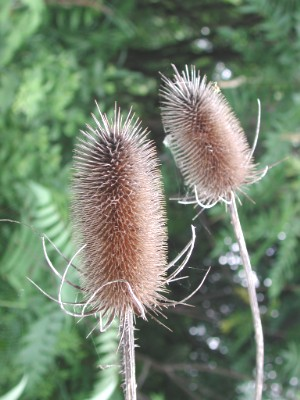
Die Karden (Dipsacus) gehören zu den Tierballisten. Ihre stachelbewehrten Stängel wirken wie Katapulte.

Tierballismus (Zooballochorie) ist eine Form der Ausbreitungsmechanismen von Pflanzen, die von manchen Autoren zur Zoochorie, der Tierausbreitung von Pflanzen, gezählt wird, meist aber zur Autochorie, der Ausbreitung durch eigene Mechanismen der Pflanzen.  Sie wird von zahlreichen Pflanzen als Ausbreitungsmechanismus genutzt, wobei nur wenige Pflanzen ausschließlich auf diesen Ausbreitungsmechanismus zurückgreifen. Der Mechanismus ist nach der Balliste benannt, einem antiken Katapult und wird durch den Kontakt mit vorbeistreifenden Tieren ausgelöst.
Die steifen und sparrigen Stängel der Pflanzen, die oft zusätzliche Beborstung oder Dornen haben, verhängen sich an vorbeistreifenden Tieren. Beim Zurückschnellen der Stängel werden die Samen bzw. Früchte (Schüttelkletten) katapultartig fortgeschleudert (z. B. bei verschiedenen Kapselträgern, Lamiaceae oder Dipsacus). 
Meist ohne tierische Mithilfe bei der Ballochorie, der Ausbreitung durch Schleudermechanismen, kommen die Saftdruckstreuer und die Austrocknungsstreuer aus. 
Die Tierballisten sind eine Sonderform der Tierstreuer. Bei sonstigen Tierstreuern werden die Samen nicht katapultartig weggeschleudert. Die Tierbewegungen sorgen hier lediglich dafür, dass Samen wie Kapseln, Schoten oder Balgfrüchte sich aus dem Fruchtstand lösen und auf dem Boden verteilen, einer Streubüchse ähnlich. 
Neben den Tierballisten gibt es auch Regen- und Windballisten, dies sind Unterformen der Ballochorie. Auch sind Tierballisten wie die Windballisten, die Windstreuung und die Tierstreuung eine Unterform der Semachorie.